# Grdiša
Grdiša(stari hrvatskih naziv "Gradišće") (mađ. Gordisa) je pogranično selo u južnoj Mađarskoj.
Zauzima površinu od 10,88 km četvornih.

## Zemljopisni položaj
Nalazi se na 45° 47' 47" sjeverne zemljopisne širine i 18° 14' istočne zemljopisne dužine. Nalazi se 1 km od Drave i 1,5 km od granice s Republikom Hrvatskom.  Najbliža naselja u RH su Donji Miholjac, 6 km prema jugozapadu i Sveti Đurađ, 5 km prema jugu.
Saboč je 1 km zapadno i jugozapadno, gradić Arkanj je 4,5 km sjeverno, kotarsko sjedište Šikloš je 6 km sjeveroistočno, a Maća je 1 km istočno.

## Upravna organizacija
Upravno pripada Šikloškoj mikroregiji u Baranjskoj županiji. Poštanski broj je 7853.

## Povijest
Grdiša, naselje iz doba Arpadovića (javlja se i u oblicima Geredistye, Gradistye, Hídvég) povijesni izvori prvi put spominju 1251. kao Gradustan, Gradistannéven, 1256. Gradiscam, 1296. Gueredystha (preludem ...vacuam habitatoribusque destitutam ab antiquo in uno loco ultra Drawam iuxta Karasu situatam...Gueredystha vel Hydwygh Vocatam aut vocatas) (Dl.1435, W.X. 229-31).
Grdiša (Geredistye) je pripadalo obitelji Haraszt.

## Promet
1 km zapadno od Grdiše prolazi državna cestovna prometnica br. 58.

## Stanovništvo
Grdiša ima 312 stanovnika (2001.). Mađari su većina. U selu živi i 14,6% posto Roma, koji u selu imaju manjinsku samoupravu, 3,7% Nijemaca te 1% Rumunja. Preko tri četvrtine stanovnika su rimokatolici, 16% su kalvinisti te ostali.

## Vanjske poveznice
- Grdiša na fallingrain.com